# Günther Grünthal
Günther Grünthal (* 4. April 1938 in Berlin) ist ein deutscher Historiker und Hochschullehrer.

## Leben
Grünthal studierte von 1957 bis 1963 an der Georg-August-Universität Göttingen und der Freien Universität Berlin die Fächer Geschichte, Germanistik, Philosophie und Pädagogik. Im Jahr 1963 bestand er das erste Staatsexamen für das höhere Lehramt, 1966 folgte die Promotion. Anschließend arbeitete er als wissenschaftlicher Assistent am Friedrich-Meinecke-Institut der FU Berlin. Im selben Jahr wechselte er zum Lehrstuhl von Walter Bußmann an die Ludwig-Maximilians-Universität München. Dort blieb er bis 1970 und ging dann an die Universität Karlsruhe. Im Jahr 1975 habilitierte er sich und erhielt eine Lehrberechtigung für neuere und neueste Geschichte.
1980 wurde Grünthal zum Professor ernannt. In den Jahren 1986 bis 1989 war er Prodekan und Dekan der Fakultät für Geistes- und Sozialwissenschaft. 1993 folgte er einem Ruf auf die Professur für Neuere und Neueste Geschichte an der Technischen Universität Chemnitz. Dort war er von 1994 bis 1997 Dekan der neugegründeten philosophischen Fakultät und Mitglied des Senats. Im Oktober 2000 wurde er Rektor der TU Chemnitz. Nach seiner Entpflichtung im Jahr 2003 lebt er im Ruhestand in Ettlingen.
Zu den wissenschaftlichen Werken Grünthals zählen zahlreiche Monographien und Aufsätze insbesondere zur deutschen Verfassungs- und Parteiengeschichte im 19. und 20. Jahrhundert sowie zur Geschichte Preußens und der Weimarer Republik. Neben den Forschungs- und Lehraufgaben sowie intensiven Verwaltungsverpflichtungen hat sich Grünthal im Rahmen des Ausbaus der neuen Philosophischen Fakultät an der Technischen Universität Chemnitz um die Förderung mittelosteuropäischer Kontakte und vor allem um die Einführung neuer, interfakultärer Studiengänge verdient gemacht.

## Schriften (Auswahl)
- Reichsschulgesetz und Zentrumspartei in der Weimarer Republik. Droste, Düsseldorf 1968 (= Beiträge zur Geschichte des Parlamentarismus und der politischen Parteien. Bd. 39).
- Die Konstitutionalisierung Preußens. Ein Beitrag zur preußischen Verfassungs- und Parlamentsgeschichte. Maschinenschriftliche Habilitationsschrift, Universität Karlsruhe, 1975.
- Parlamentarismus in Preußen 1848/49–1857/58. Preußischer Konstitutionalismus – Parlament und Regierung in der Reaktionsära. Droste, Düsseldorf 1982, ISBN 3-7700-5117-3 (= Handbuch der Geschichte des deutschen Parlamentarismus).
- Siegfried A. Kaehler. Briefe 1900–1963. Hrsg. von Walter Bußmann und Günther Grünthal unter Mitwirkung von Joachim Stemmler. Boldt, Boppard a. Rh. 1993, ISBN 3-7646-1930-9 (= Deutsche Geschichtsquellen des 19. und 20. Jahrhunderts. Bd. 58).
- (mit Jelena Schmitt) Als stärkste Fraktion im Rathaus von 1918/19 bis 1932/33. In: Die SPD im Chemnitzer Rathaus 1897–1997. Hrsg. von der SPD-Fraktion im Chemnitzer Stadtrat. Fackelträger, Hannover 1997, ISBN 3-7716-2517-3, S. 53–110.
- Verfassung und Verfassungswandel. Ausgewählte Abhandlungen. Festschrift für Günther Grünthal zum 65. Geburtstag. Hrsg. von Frank-Lothar Kroll, Joachim Stemmler und Hendrik Thoß. Duncker und Humblot, Berlin 2003, ISBN 3-428-11140-0 (= Historische Forschungen. Bd. 78).